# Condado de Waukesha
El condado de Waukesha (en inglés: Waukesha County), fundado en 1846, es uno de 72 condados del estado estadounidense de Wisconsin. En el año 2008, el condado tenía una población de 380,629 habitantes y una densidad poblacional de 251 personas por km². La sede del condado es Waukesha. El condado recibe su nombre por la palabra Pottawatomi, Waugooshance, que significa «pequeños zorros».

## Geografía
Según la Oficina del Censo, el condado tiene un área total de 1,502 km², de la cual 1,440 km² es tierra y 65 km² (4.29%) es agua.

### Condados adyacentes
- Condado de Washington (norte)
- Condado de Ozaukee (noreste)
- Condado de Milwaukee (este)
- Condado de Racine (sureste)
- Condado de Walworth (suroeste)
- Condado de Jefferson (oeste)
- Condado de Dodge (noroeste)

## Demografía
| 1930   | 1970    | 1980    | 1990    | 2000    |
| ------ | ------- | ------- | ------- | ------- |
| 52.358 | 231.335 | 279.394 | 304.715 | 360.767 |

Según la Oficina del Censo en 2007, los ingresos medios por hogar en el condado eran de $71,907, y los ingresos medios por familia eran $85,116. Los hombres tenían unos ingresos medios de $49,232 frente a los $31,643 para las mujeres. La renta per cápita para el condado era de $29,164. Alrededor del 2.7% de la población estaban por debajo del umbral de pobreza.

## Municipalidades

### Ciudades, villas y pueblos
| - Big Bend (villa) - Brookfield (ciudad) - Brookfield (pueblo) - Butler (villa) - Chenequa (villa) - Delafield (ciudad) - Delafield (pueblo) - Dousman (villa) - Eagle (pueblo) - Eagle (villa) - Elm Grove (villa) - Genesee (pueblo) - Hartland (villa) | - Lac La Belle (villa) - Lannon (villa) - Lisbon (pueblo) - Menomonee Falls (villa) - Merton (pueblo) - Merton (villa) - Mukwonago (pueblo) - Mukwonago (villa) - Muskego (ciudad) - Nashotah (villa) - New Berlin (ciudad) - North Prairie (villa) | - Oconomowoc (ciudad) - Oconomowoc (pueblo) - Oconomowoc Lake (villa) - Ottawa (pueblo) - Pewaukee (ciudad) - Pewaukee (villa) - Summit (pueblo) - Sussex (villa) - Vernon (pueblo) - Wales (villa) - Waukesha (ciudad) - Waukesha (pueblo) |

### Áreas no incorporadas
- Colgate
- Genesee Depot
- Mapleton
- Monterey
- North Lake
- Okauchee Lake
- Stone Bank
- Tess Corners